# 高福源
高福源（1901年—1937年2月5日），字绍卿，生於奉天省海城縣大石橋(今遼寧省大石橋市)南馬家屯。1921年考入辅仁大学，沒畢業1923年就考入東北講武堂。毕业后曾任东北军将领。1936年加入中国共产党。曾说服张学良联共抗日，导致“西安事变”。1937年曾任捉蔣行動總指揮的刘多荃派人杀害了高福源。